# 諫早市立長里小学校
諫早市立長里小学校（いさはやしりつ ながさとしょうがっこう、Isahaya City Nagasato Elementary School）は、かつて長崎県諫早市小長井町大峰にあった公立小学校。
2025年（令和7年）3月末に、諫早市立遠竹小学校とともに、諫早市立小長井小学校に統合された。

## 概要
歴史
1873年（明治6年）に創立。2023年（令和5年）に創立150周年を迎えた。2025年（令和7年）3月末をもって閉校し、152年の歴史に幕を下ろした。
校訓
「かしこく、やさしく、たくましく」
校章
1973年（昭和48年）2月に制定。中央に「長小」の文字（縦書き）を置いている。
校歌
1968年（昭和43年）3月に制定。作詞は西川武治、作曲は深町一朗による。歌詞は3番まであり、各番に校名の「長里小学校」が登場する。
校区
「長崎県諫早市小長井町」の後に「大峰、大搦、打越、川内、古場」が続く地域（小長井地区南部）。中学校区は諫早市立小長井中学校。

## 沿革
- 1873年（明治6年）- 長里村に「長里小学校」が創立。民家を借用して校舎とする。
- 1875年（明治8年）- 第五大学区長崎県管下第一中学区高来郡の小学校として長崎県に認可される[3]。
- 1977年（明治10年）- 長里村権現に校舎を新築。
- 1878年（明治11年）- 郡制の施行により、北高来郡に属することとなる。湯江村・宇良村と組合で「湯江・宇良・長里三村組合立小学校 長里分校」に改称。
- 1882年（明治15年）- 「公立初等長里小学校」に改称。
- 1886年（明治19年）9月 - 小学校令の施行により、「簡易長里小学校」に改称。修業年限を3年とする。湯江村・宇良村との学校組合を解消。校舎を新築。
- 1889年（明治22年）4月 - 町村制の施行により、小長井村立の小学校となる。小川原浦村・長里村・井崎村の3村が合併。旧3村の頭文字を組み合わせて「小長井」という村名になった。
- 1890年（明治23年）4月 - 尋常科（修業年限4年）を設置の上、「尋常長里小学校」となる。
- 1892年（明治25年）4月 - 小学校令の改正により、「長里尋常小学校」に改称。
- 1899年（明治32年）6月 - 統合により「小長井尋常高等小学校 長里分校」となる。
- 1901年（明治34年）4月1日 - 小長井尋常高等小学校から分離し、「長里尋常小学校」（再）として独立。
- 1908年（明治41年）4月1日 - 小学校令の改正により、義務教育年限（尋常科の修業年限）が4年から6年に延長されたため、尋常科5年を新設。
- 1909年（明治42年）4月1日 - 尋常科6年を新設。
- 1919年（大正8年）8月 - 大峰名31番地に校舎を新築し移転を完了。
- 1941年（昭和16年）4月1日 - 国民学校令の施行により、「小長井村長里国民学校」に改称。尋常科を初等科に改める（初等科6年のみ）。
- 1947年（昭和22年）4月1日 - 学制改革（六・三制の実施）により、長里国民学校の初等科が改組され、「小長井村立長里小学校」となる。
- 1966年（昭和41年）11月1日 - 小長井村が町制施行により小長井町となる。これにより「小長井町立長里小学校」に改称。
- 1968年（昭和43年）3月 - 校歌を制定。
- 1973年（昭和48年）
  - 2月 - 校章を制定。
  - 5月 - 鉄筋コンクリート造の新校舎が完成。
- 1976年（昭和51年）12月 - 体育館が完成。
- 1985年（昭和60年）8月 - プールが完成。
- 1988年（昭和63年）2月 - 校訓碑を設置。二宮金次郎像を移転。
- 1991年（平成3年）10月 - 陶芸用窯場を設置。
- 1994年（平成6年）3月 - 飼育舎を設置。
- 1996年（平成8年）3月 - 特別校舎が完成。
- 1998年（平成10年）2月 - パソコンを導入。
- 2000年（平成12年）10月 - 校舎と体育館の大規模改修工事が完了。
- 2005年（平成17年）3月1日 - 市町村合併により「諫早市立長里小学校」（現校名）に改称。
- 2025年（令和7年）3月31日 - 諫早市立小長井小学校への統合により、閉校[1]。

## アクセス
最寄りの駅
- JR九州 長崎本線　「長里駅」

最寄りのバス停
- 長崎県交通局（長崎県営バス）「長里」バス停

最寄りの国道・県道
- 国道207号

## 周辺
- 長里川
- 諫早警察署長里警察官駐在所
- 長里簡易郵便局
- 小長井浄化センター
- 高来・小長井学校給食センター
- 北高みかん共同選果場

## 関連事項
- 長崎県小学校の廃校一覧